# Кицак Богдан Вікторович
Кицак Богдан Вікторович (нар. 2 вересня 1992, м. Бердичів, Житомирська область) — український педагог, громадський діяч, Народний депутат України 9-го скликання. Член Комітету Верховної Ради з питань економічного розвитку.

## Життєпис
Народився 2 вересня 1992 року у м. Бердичів.
- Батько — Кицак Віктор Григорович — педагог, викладач у Бердичівське вище професійне училище.
- Мати — Бабійчук Тамара Василівна (нар. 1955) — кандидат педагогічних наук, Відмінник освіти України, викладач-методист вищої категорії у Бердичівському педагогічному коледжі, засновник і керівник Народного театру-кіностудії «Берегиня».
- Має двох сестер. Молодша сестра Людмила — кандидат філологічних наук, викладач у Бердичівському педагогічному коледжі[5].

З 1998 по 2009 рік навчався у ЗОШ № 1 м. Бердичева (закінчив із відзнакою). У 2014 році закінчив Київський національний університет імені Тараса Шевченка (спеціальність «Історія»).
У 2018 році захистив кандидатську дисертацію на тему «Медичне забезпечення населення в рейхскомісаріаті „Україна“ в 1941—1944 роках» у НУ «Острозька академія» і здобув науковий ступінь кандидата історичних наук.
З 2014 року працює викладачем історії у Бердичівському педагогічному коледжі.
З 2016 року — член виконавчого комітету Бердичівської міської ради.
З 2017 року — керівник громадської організації «Центр розвитку Бердичева».
Кандидат у народні депутати від партії «Слуга народу» на парламентських виборах у 2019 році (виборчий округ № 63, м. Бердичів, Андрушівський, Бердичівський, Попільнянський, Ружинський райони). На час виборів: викладач КЗ «Бердичівський педагогічний коледж», безпартійний. Проживає в м. Бердичів Житомирської області.
Навчався у рамках Вищої політичної школи центру «Ейдос».
Є одним з засновників Благодійної організації Міжнародний благодійний фонд (БО МБФ) «Фонд Богдана Кицака». Фонд зареєстровано 8 жовтня 2020 року.

## Статті
- Кицак Б. В. Стан медичної галузі на території Райхскомісаріату "Україна" у 1941—1943 рр. (за матеріалами окупаційної преси). — Наук. пр. іст. ф-ту Запоріз. нац. ун-ту, 2016. — Вип. 46. — С. 256—258.
- Кицак Б. В. Система охорони здоров'я на території генерального округу "Дніпропетровськ" (1941—1943 рр.). — Наук. пр. іст. ф-ту Запоріз. нац. ун-ту, 2017. — Вип. 47. — С. 141—144.